# Dziesięć Zaginionych Plemion Izraela
Dziesięć Zaginionych Plemion Izraela – starożytne plemiona izraelickie, które po tym, gdy Królestwo Izraela zostało całkowicie zniszczone, a jego mieszkańcy wzięci w niewolę lub wypędzeni przez Asyryjczyków, nie pojawiają się więcej na kartach Biblii. Wiele grup Żydów twierdziło, iż członkowie Dziesięciu Zaginionych Plemion prowadzą ukrytą egzystencję i w przyszłości powrócą do reszty swego narodu.

## Dwanaście Plemion
W tekście Biblii hebrajskiej zapisano, że Jakub (nazwany Izraelem) miał dwunastu synów z czterema różnymi kobietami. Wspomniano też imiennie jedną jego córkę.
Od dwunastu synów Jakuba wywodzi się dwanaście plemion Izraela. Pomiędzy nie została podzielona ziemia Izraela za czasów Jozuego. Jednakże plemię Lewiego, którego członkowie byli kapłanami (zob. lewici), nie otrzymało własnego terytorium, jedynie szczególne miasta. Dodatkowo, gdy porówna się „listę” plemion z czasów podziału ziemi i z czasów czterdziestoletniej wędrówki po pustyni, jedno plemię Józefa zastępują plemiona jego synów: Efraima i Manassesa (obaj byli synami Józefa i jego egipskiej żony Asenat,  których Jakub uznał na równi ze swoimi synami. Stąd można wyróżnić dwa podziały:
| Tradycyjny podział: 1. Ruben 2. Symeon 3. Lewi 4. Juda 5. Issachar 6. Zebulon/Zabulon 7. Dan 8. Naftali 9. Gad 10. Aszer 11. Józef 12. Beniamin | Nawiązujący do podziału ziemi Izraela: 1. Ruben 2. Symeon 3. Juda 4. Issachar 5. Zebulon/Zabulon 6. Dan 7. Naftali 8. Gad 9. Aszer 10. Beniamin 11. Efraim (syn Józefa) 12. Manasses (syn Józefa) |

### Dziedziczenie
W tradycji judaistycznej przynależność do poszczególnych plemion lub majątek są dziedziczone patrylinearnie (przechodzi z ojca na syna), podobnie jak było to z kapłaństwem (status kohena lub lewity) i rodem królewskim (ród Dawida);  w przypadku braku potomków męskich, dziedziczyły córki (Lb 27, Joz 17).
Jednakże samo bycie Żydem jest dziedziczone matrylinearnie – w hebrajskim zrozumieniu Żydem z urodzenia jest ten, kto ma matkę Żydówkę.

## Tradycja żydowska

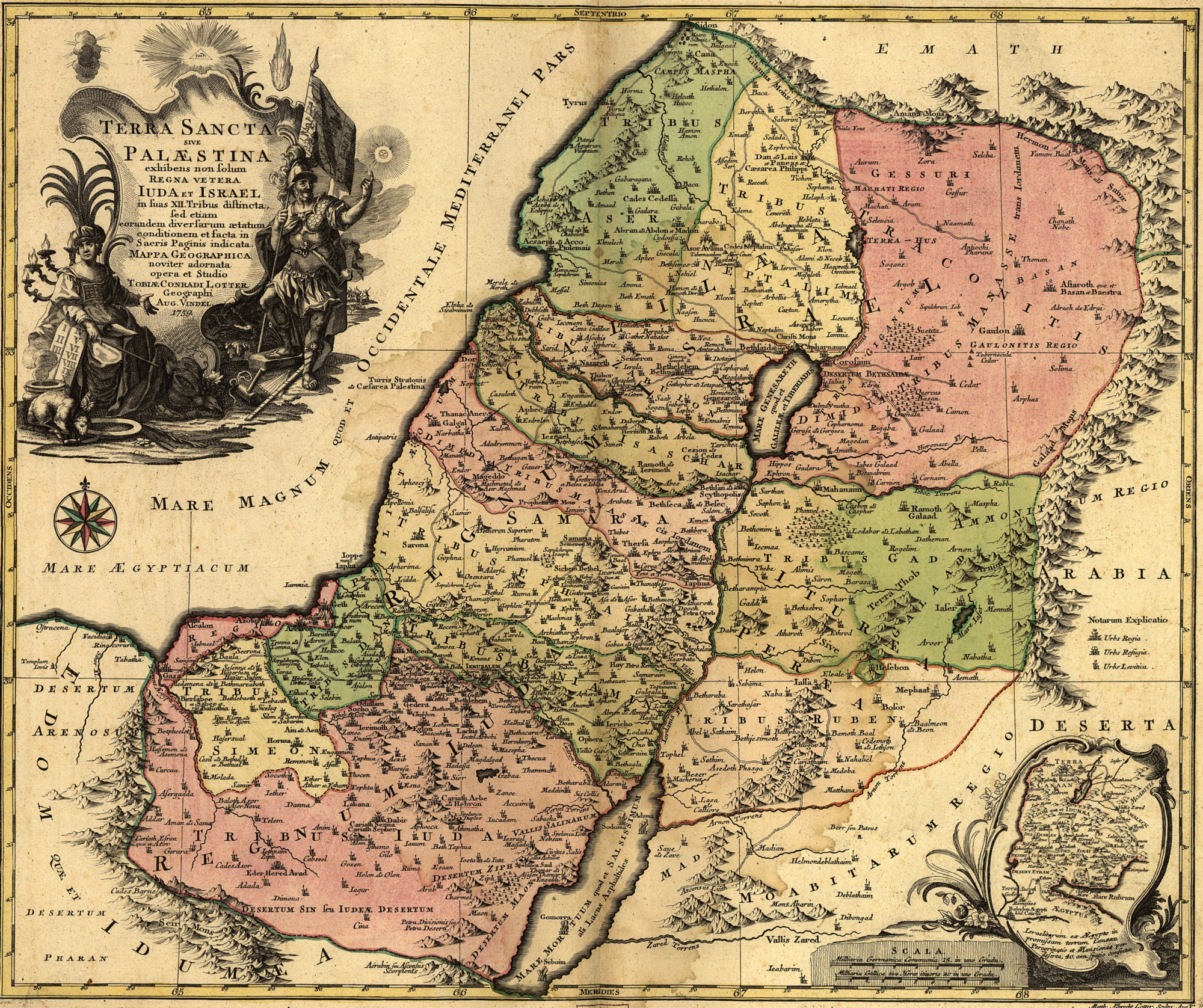
Mapa z 1759 roku przedstawiająca podział ziemi Izraela pomiędzy poszczególne plemiona.

Geograficzny podział Dwunastu Plemion był następujący:
- po zachodniej stronie Jordanu (do Morza Śródziemnego):
  - na północy: Aszera, Naftalego, Zebulona, Issachara, później również Dana;
  - w centrum: Manassesa (część zachodnia), Efraima, Beniamina i Dana, które później wyemigrowało na północ;
  - na południu: Judy i Symeona, które zostało z czasem wchłonięte przez Judę;
- po wschodniej stronie Jordanu (licząc z północy na południe): Manassesa (część wschodnia), Gada i Rubena.

Po wewnętrznej wojnie za czasów syna Salomona – Roboama – dziesięć plemion oddzieliło się, aby utworzyć północne królestwo Izraela. Byli to członkowie rodów Zebulona, Issachara, Aszera, Naftaliego, Dana, Manassesa, Efraima, Rubena i Gada oraz niektórzy z plemienia Lewiego. Biblia nie mówi nic o tym, co w tym czasie działo się z plemieniem Symeona – niektórzy sądzą, iż już wówczas miejsce jego pobytu było nieznane.
Juda, południowe królestwo, za stolicę miało Jerozolimę i przewodzone było przez króla Roboama. Zamieszkane było przez członków plemienia Judy i Beniamina (oraz przez pewną liczbę lewitów, a także pozostałości rodu Symeona).
W 722 p.n.e. Asyryjczycy dowodzeni przez Salmanasara V, a później przez Sargona II, podbili północne królestwo Izraela, zniszczyli jego stolicę Samarię. Wypędzili także Izraelitów, którzy na wygnanie udali się do Chorasanu, obecnie będącego częścią wschodniego Iranu i zachodniego Afganistanu. Ci, którzy zostali deportowani, to Dziesięć Zaginionych Plemion. Według żydowskiej tradycji zniknęły one z kart historii, pozostawiając tylko plemiona Beniamina, Judy i lewitów, którzy dali początek współczesnym Żydom.
W 586 p.n.e. królestwo Judy zostało podbite przez Babilon. Około 50 lat później, w 539 p.n.e., Persowie (którzy z kolei podbili Babilończyków) zezwolili Żydom na powrót do Jerozolimy i odbudowę Świątyni. W tym czasie członkowie poszczególnych plemion w większości zatracili swą tożsamość rodową, uważając się przede wszystkim za przedstawicieli jednego narodu, a nie plemienia.

## Poglądy XVII–XX-wieczne
Przynajmniej od XVII wieku (czasów Olivera Cromwella i Sabbataja Cwi) zarówno Żydzi, jak i chrześcijanie tworzyli różne poglądy dotyczące Zaginionych Plemion, oparte nie tylko na źródłach biblijnych. Tradycja aszkenazyjska mówiła o Zaginionych Plemionach jako o (jid.) Die Roite Yiddelech, „małych czerwonych Żydach”, odciętych od reszty żydostwa przez legendarną rzekę Sambation, „której spienione wody wznoszą się wysoko do niebo ścianą ognia i dymu, tak iż niemożliwe jest ich przejście”.
23 grudnia 1649 roku, gdy Manasseh ben Israel, znany rabin z Amsterdamu, dowiedział się, iż niektóre spośród Dziesięciu Plemion żyją pośród Indian w Ameryce Południowej, napisał: „...Nie sądzę, iż Dziesięć Plemion żyje tylko tam... ale także na innych ziemiach wszędzie rozproszonych; oni nigdy nie powrócili do Drugiej Świątyni i zachowują do dnia dzisiejszego żydowską religię...”
W połowie XVII wieku Manasseh Ben Israel prosił Cromwella o zezwolenie Żydom na powrót do Anglii (od 1290 roku nie wolno im było się tam osiedlać). Cromwell miał w tym swą kalkulację, ponieważ kwestia ta związana była z teoriami dotyczącymi końca świata. M.in. panowało przekonanie, iż nastąpi on w 1666 roku, a republika Cromwella jest przygotowaniem do utworzenia tzw. piątej monarchii (która nastąpi po imperiach: asyryjskim, perskim, greckim i rzymskim). Wierzenia te zawierały także twierdzenie, iż Dziesięć Zaginionych Plemion nie reprezentowało etnicznych Żydów, którzy stworzyli królestwo Izraela, ale te szczepy, które posiadały osobną stolicę w Samarii. Do tej legendy nawiązywał także Sabbataj Cwi, samozwańczy „mesjasz”. Stracił jednak on jakąkolwiek wiarygodność, gdy w 1666 roku odrzucił judaizm i przeszedł na islam.

### Lista Nathana Ausubela
Nathan Ausubel (1898–1986), żydowsko-amerykański historyk i folklorysta, pisał: „Jest obecnie duża liczba ludów, które obstają przy starożytnej tradycji, twierdzącej iż są oni potomkami żydowskich Zaginionych Plemion: plemiona Afganistanu, mahometańscy Berberowie z Zachodniej Afryki i sześć milionów członków chrześcijańskiego ludu Igbo z Nigerii. Niewątpliwie wszystkie one praktykują pewne starożytne hebrajskie zwyczaje i wierzenia, które nadają nieco wiarygodności ich fantastycznie brzmiącym twierdzeniom.”
W swojej pochodzącej z 1953 roku książce pt. „Pictorial History of the Jewish People” (Ilustrowana historia narodu żydowskiego), Ausubel przedstawił listę ludów związanych z tą legendą:
- mieszkańcy Bagdadu,
- mieszkańcy Iranu,
- Kurdowie,
- Żydzi jemeńscy (tzw. Temani),
- mieszkańcy Gruzji,
- mieszkańcy Buchary,
- mieszkańcy Hadhramaut – regionu na południu Półwyspu Arabskiego,
- Żydzi górscy (Dżuhuro) zamieszkujący wschodni Kaukaz,
- mieszkańcy Afganistanu,
- Bnej Izrael, grupa uważających się za Hebrajczyków mieszkańców okolicy Bombaju w Indiach,
- Żydzi Cochin z Indii Południowych,
- niektóre ludy zamieszkujące Chiny, Egipt, Algierię, Maroko, Libię, Tunezję, wyspę Dżerba czy też Saharę,
- mieszkańcy jaskiń w górach Atlas w południowej Trypolitanii i Tunezji. Byli oni blisko spokrewnieni z Żydami z Sahary i wierzyli, że ich przodkowie zostali sprowadzeni jako jeńcy z Judei przez Tytusa po 70 n.e. M.in. wycinają oni z papieru małe łodzie, którymi dekorują tamtejsze synagogi, w których modlą się: Niechaj łódź niebawem przypłynie i zabierze nas do Jerozolimy.
- Falaszowie z Etiopii – twierdzący, iż przybyli tam razem z królową Saby, która odwiedziła króla Salomona,
- Samarytanie z Nablus – twierdzący, iż pochodzą od plemion Efraima, Menasego i Lewiego. Zbudowali konkurencyjną Świątynię na górze Gerizim za czasów Ezdrasza.
- Karaimi.

## Grupy przypisujące sobie pochodzenie od konkretnego plemienia
Wiele grup twierdzi, iż ich członkowie są potomkami jednego z Zaginionych Plemion. Należą do nich m.in.:
- Bene Efraim – nazywani także Żydzi Telugu, przypisujący sobie pochodzenie od plemienia Efraima. Jest to niewielka społeczność zamieszkująca południe Indii.
- Bnej Menasze – grupa Żydów z północno-wschodnich Indii, twierdzących, iż są potomkami Manassesa.
- Beta Israel, znani także jako Felaszowie – etiopscy Żydzi, z których część twierdzi, iż pochodzą z plemienia Dana, a nie przybyli razem z królową Saby.
- Żydzi perscy (zwłaszcza zamieszkujący Bucharę) – przypisujący sobie pochodzenie od plemienia Efraima.
- Żydzi Igbo z Nigerii – twierdzący, iż są potomkami Efraima, Manassesa, Lewiego, Zabulona lub Gada.

## Grupy przypisujące sobie pochodzenie od niesprecyzowanego plemienia
Niektóre ludy wierzą, iż są potomkami jednego z Zaginionych Plemion, jednak nie wiedzą którego. Są to m.in.:
- członkowie plemienia Lemba (Afryka Południowa) – twierdzący, iż ich przodkami było jedno z Zaginionych Plemion, które wyemigrowało na południe z terenów dzisiejszego Jemenu. Badania DNA potwierdziły ich pokrewieństwo z współczesnymi Żydami. Ich praktyki religijne zbliżone są do występujących w judaizmie. Ich ustna tradycja przekazuje, iż przodkowie ludu Lemba byli Żydami, którzy przybyli z miejsca zwanego Sena kilkaset lat wcześniej.
- Dom Izraela – Żydzi z Ghany, którzy uważają się za jedno z Zaginionych Plemion.
- Pasztuni – etniczni Afgańczycy, kultywujący preislamski religijny kodeks honorowy Pasztunwali. Tradycja pasztuńska odwołuje się do Zaginionych Plemion, a spora część Pasztunów nazywa siebie Yousafzai (Jusafzai), co oznacza „Synowie Józefa”.
- Brytyjski izraelityzm (czasem nazywany angloizraelityzmem) – to zespół teorii, niekoniecznie ze sobą zgodnych, które mają wspólną ideę wynikającą z przeświadczenia, iż Brytyjczycy są potomkami w linii prostej Zaginionych Plemion Izraela. Przekonanie takie mają niewielkie grupy brytyjskich chrześcijan, zazwyczaj protestantów. Brytyjski izraelityzm oparty jest na twierdzeniu, iż podczas upadku Samarii w 722 p.n.e. duża liczba osób została deportowana przez asyryjskiego króla Sargona z ich miejsca zamieszkania. Krytycy tych twierdzeń wskazują jednak na to, iż współczesne tym wydarzeniom asyryjskie kroniki mówią o wywiezieniu tylko nielicznej grupy Izraelitów.

### Interpretacje antysemickie
Istnieje kilka grup, których interpretacje terminu „Dziesięć Zaginionych Plemion Izraela” różnią się wyraźnie od uznawanych powszechnie. Często zawierają one elementy antysemickie.
Wiele grup określających się jako chrześcijańskie odczuwało potrzebę identyfikowania się z Zaginionymi Plemionami dla podkreślenia rozdziału od głównego nurtu chrześcijaństwa, którym pogardzano ze względu na jego poparcie dla syjonizmu, ideałów humanitarnych i związków z judaizmem. Ich członkowie nie utożsamiali się z pojęciami „Żyd” i „Izraelita”, sugerując, iż Żydzi uzurpowali sobie prawo do posługiwania się mianem „narodu wybranego” przez Boga.
Czarnoskórzy członkowie grupy Black Hebrew Israelites (Czarni Hebrajscy Izraelici) wyznają podobne teorie, przypisując sobie pochodzenie od starożytnych Izraelitów i twierdząc, iż współcześni Żydzi są oszustami.

## Inne teorie

### Japończycy
Niektórzy autorzy spekulowali na temat tego, czy Japończycy mogą być potomkami części Zaginionych Plemion. W artykule, który był wielokrotnie publikowany i szeroko dyskutowany, zatytułowanym „Mystery of the Ten Lost Tribes: Japan” („Tajemnica Dziesięciu Zaginionych Plemion – Japonia”), autorstwa Arimasa Kubo (japoński pisarz studiujący hebrajską Biblię), który doszedł do wniosku, iż wiele tradycyjnych obyczajów i ceremonii w Japonii jest bardzo podobnych do znanych ze starożytnego Izraela. Jego zdaniem powodem tego być może jest fakt, iż do starożytnej Japonii przybyli Żydzi z Zaginionych Plemion. Podobną teorię tworzy Joseph Eidelberg w swojej książce pt. "The Biblical Hebrew Origin of the Japanese People" ("Biblijny rodowód hebrajski Japończyków").

### Region medyjski
Uważa się obecnie, iż te z wygnanych plemion, które deportowano do regionu medyjskiego, znajdującego się obecnie w północno-zachodnim Iranie, po prostu zasymilowały się z tamtejszą ludnością, zatracając izraelicką tożsamość. Istnieją także biblijne i talmudyczne świadectwa mówiące o tym, iż większość z "zaginionych" członków plemion połączyła się z resztą Izraelitów, gdy także ci zostali wygnani, a następnie powrócili razem do ziemi Izraela. Jednakże przez wiele lat – dla ukrycia swej prawdziwej tożsamości podczas prześladowań, krucjat i kolejnych wygnań – rozproszyli się po całej ziemi i kompletnie zasymilowali z narodami, wśród których zamieszkali.

### Saka
Niektórzy z badających słynną inskrypcję z Behistun i jednocześnie zainteresowani kwestią Zaginionych Plemion, znaleźli powiązanie obydwu tych kwestii. George Rawlison utożsamił lud opisany w tekście inskrypcji jako Saka (w językach staroperskim i elamickim) lub Gimri (w języku babilońskim) z deportowanymi Izraelitami. Asyryjczycy nazywali północne Królestwo Izraela Dom Khumri od imienia izraelickiego króla Omriego. Fonetycznie słowa „Khumri”, „Omri” i „Gimri” są do siebie zbliżone.

## W innych religiach

### Mormoni
Księga Mormona twierdzi, że Indianie są (przynajmniej częściowo) potomkami Manassesa. Według tego źródła, synowie proroka Lehiego założyli cywilizację neficką i lamanicką w Nowym Świecie. Współczesna nauka nie potwierdza tych słów. Niektórzy mormoni twierdzą także, iż mieszkańcy Europy północnej są potomkami Efraima, co czyniłoby ich naturalnymi spadkobiercami przymierza Boga z Izraelitami. Jednakże większość mormonów uważa tę interpretację za bardziej symboliczną niż dosłowną. 

### Radio Church of God
W latach 20. XX wieku, Herbert W. Armstrong, założyciel Radio Church of God (Radia Kościół Boga), publicznie głosił, iż Dziesięć Zaginionych Plemion po ich podbiciu przez Asyryjczyków udało się do północnej i zachodniej Europy, gdzie dało początek żyjącym tam obecnie narodom. Na bazie tego twierdzenia stworzył on własną interpretację biblijnych proroctw i ich spełnienia się w „dniach ostatnich”.

## Kontrowersje
Ks. prof. Waldemar Chrostowski uważa, że źródłem legend o zaginionych plemionach jest nadmierne zaufanie do relacji 2 Księgi Królewskiej o końcu królestwa Izraela. Deuteronomista chciał ukazać istnienie tego państwa jako mało znaczący, krótkotrwały epizod w historii narodu wybranego, dlatego informacje o późniejszych losach jego mieszkańców zostały pominięte. Zdaniem Chrostowskiego około połowa populacji Izraela pozostała w kraju, natomiast liczba deportowanych wynosiła ok. 40 000. Uważa on też, że diaspora asyryjska zetknęła się z diasporą babilońską i ostatecznie została przez nią wchłonięta, wywierając przy tym większy wpływ na tradycję izraelską niż się przypuszcza.